# Windsor (Kalifornia)
Windsor város az Amerikai Egyesült Államok Kalifornia államában, Sonoma megyében. Lakosainak száma 26 344 fő (2020. április 1.).

## Alapítása
A ma Windsor város által elfoglalt területet eredetileg a déli pomók lakták. Tsoliikawai (ćol:ik:o=wi)[5] néven ismerték,, ami "feketerigó-mezőt" jelent, és ezt a nevet a helyszínen lévő falura, törzsre vagy törzscsoportra is alkalmazták. Ez a csoport valószínűleg a Kaitactemi törzs része volt, amely Healdsburg területétől egészen Mark West Creekig uralkodott.
Windsor első európai telepesei 1851-ben érkeztek. 1855-ben Windsorban postahivatalt létesítettek, és Hiram Lewis, a Pony Express lovasa lett a város első postamestere. A várost Windsornak nevezte el, mert az a szülőhazája, Anglia középkori kastélya, a Windsori kastély körüli területre emlékeztette. A következő évben Windsor keleti részén üzleti vállalkozás épült, amely egy áruházból, egy cipőboltból, egy élelmiszer- és húspiacból, egy szalonból, egy szállodából, egy panzióból és két cukrászdából állt. 1872-ben elkészült a városon keresztül vezető Northwestern Pacific Railroad, amely gyorsabb és olcsóbb összeköttetést biztosított a Bay Area-val.
1905. május 21-én tűzvész pusztította el Windsor központját. A heves szél által gerjesztett tűz több üzletet, köztük egy szállodát és egy borbélyüzletet is elpusztított. A kár becslések szerint 30 000 dollár értékű volt.
A Nagy San Franciscó-i földrengés jelentős károkat okozott számos épületben Windsorban, amelyek közül sok még mindig javítás és újjáépítés alatt állt az előző évi nagy tűzvész után..
1915-ben a Windsoron áthaladó Old Redwood Highwayt leaszfaltozták. Addig a területen minden út földút volt.
A második világháború alatt az Egyesült Államok hadseregének légierejének kiképző légibázisa (jelenleg a Charles M. Schulz - Sonoma County Airport) épült Windsor déli részén, és gyakori volt, hogy vadászgépeket és bombázókat lehetett hallani a város felett repülni.
1943-ban Windsor belvárosától nyugatra, egy korábbi vándormunkatábor helyén tábort építettek német hadifoglyok számára. A tábor a jóval nagyobb Camp Beale hadifogolytábor fióktábora volt. A táborba beosztottak (napi 0,80 dollárért) a megye farmjain dolgoztak, almát, szilvát, komlót és más terményeket szedtek, almát csomagoltak és hasonló munkákat végeztek.

## Az egyesülés és újkori történelem
1992. július 1-jén Windsor várossá alakult. Ezt megelőzően a nem be nem épített Sonoma megye része volt. Windsor gazdasági növekedése és lakossága az 1980-as években fellendült, amikor a lakásépítés gyorsan nőtt ebben az évtizedben. Ezt megelőzően Windsor gazdasága túlnyomórészt mezőgazdasági munkán alapult, elsősorban borszőlővel.
Windsor 1996-ban fogadta el jelenlegi általános tervét. Azóta a város növekedett és változott. Az utolsó Általános Terv elfogadásakor az internetet még nem használták széles körben, és a mai munkaerő legfiatalabb tagjai még meg sem születtek. Új törvények születtek, amelyek hatással vannak az általános tervekre, és új tervezési stratégiákat dolgoztak ki. Ezek a változások szükségessé teszik a meglévő általános terv újraértékelését és Windsor jövőképének megerősítését. Jelenleg folyik a 2040-es általános terv projekt, és az általános terv 2040-ig tekint előre, így a frissítés nemcsak a politikákat és programokat hozza naprakésszé, hanem Windsort is pozícionálja a következő 25 évre.
1998 januárjában a windsori választók 72%-os támogatottsággal jóváhagyták a húsz évre szóló városi növekedési határt. 2017 novemberében újra szavaznak a határról.

## Népesség
A település népességének változása:
| Lakosok száma | 22 744 | 26 801 | 26 344 |
|               | 2000   | 2010   | 2020   |